# FM (film)
FM è un film del 1978, diretto da John A. Alonzo.